# Inde côtière

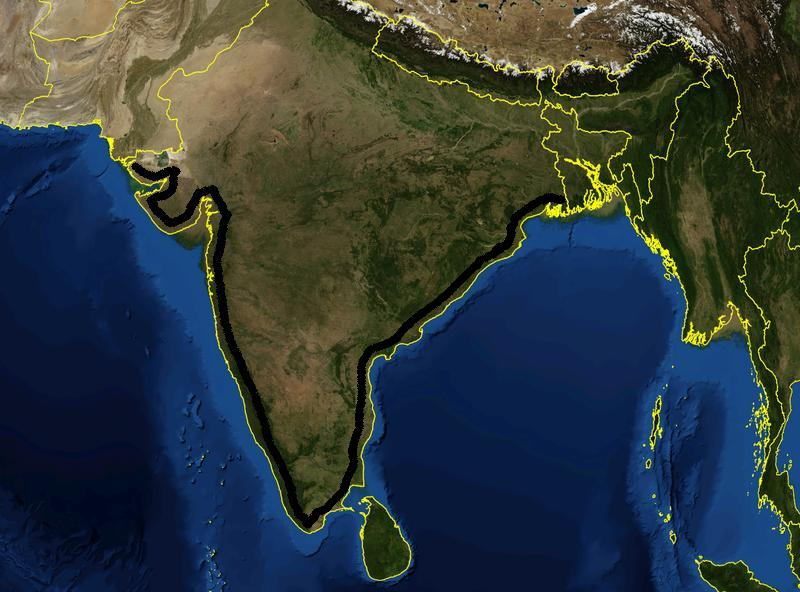
Vue satellite de l'Inde : bordée en noir, l'Inde côtière.

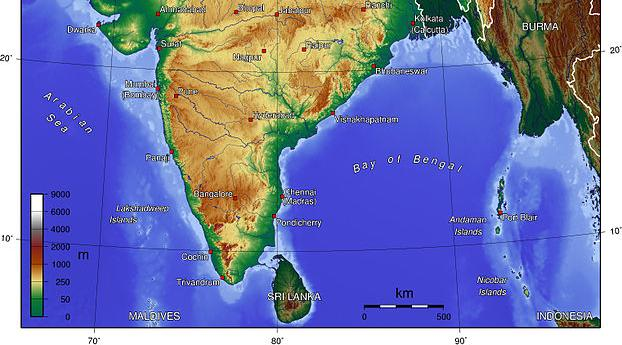
Carte de l'Inde.

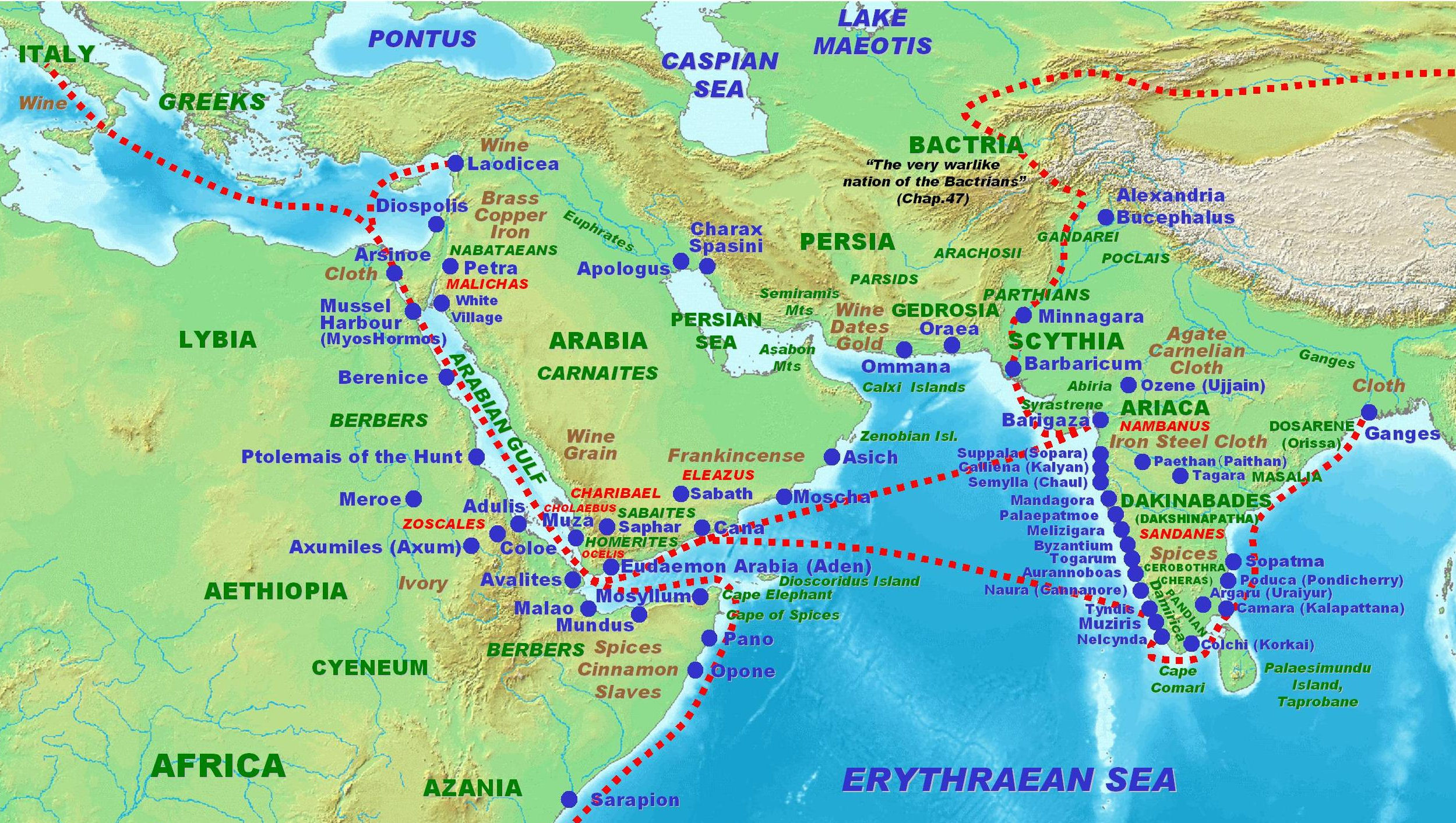
Carte relative au commerce entre les Romains et l'Inde.

L'Inde côtière est une région géoculturelle du sous-continent indien qui s'étend sur toute la côte de l'Inde, soit 7 516,6 km (continent : 5 422,6 km et territoires insulaires : 2 094 km).

## Région
L'Inde côtière s'étend à partir du golfe de Kutch, aux abords des bouches de l'Indus, dans son extrémité la plus occidentale, au golfe de Cambay et, vers le sud, à travers les régions de Konkan et de Kanara, puis le long de la côte de Malabar jusqu'au cap Comorin, point le plus méridional de l'Inde continentale, formant le littoral occidental (en) (la West Coast indienne) le long de la mer d'Arabie et de la mer des Laquedives. Le littoral oriental (la East Coast) s'étend du cap Comorin vers le nord-est, à travers la côte des pêcheurs de perles, la baie et le détroit de Palk, la côte de Coromandel, les Circars septentrionaux et les plaines d'Utkal (en), jusqu'à l'extrémité la plus orientale du littoral, dans les Sundarbans, sur le delta du Gange, le long des golfes de Mannar et du Bengale. 
Intégralement baignée par l'océan indien, l'Inde côtière est ponctuée de nombreuses plages et embouchures. La côte Est se démarque par les grands deltas qui s'y forment, le long d'une importante plaine côtière. Tandis que la côte Ouest est caractérisée par un relief plus accidenté, formée le long des Ghats occidentaux, qui en limite la profondeur. 